# La Center (Kentucky)
La Center is een plaats (city) in de Amerikaanse staat Kentucky, en valt bestuurlijk gezien onder Ballard County.

## Demografie
Bij de volkstelling in 2000 werd het aantal inwoners vastgesteld op 1038.
In 2006 is het aantal inwoners door het United States Census Bureau geschat op 1030, een daling van 8 (-0,8%).

## Geografie
Volgens het United States Census Bureau beslaat de plaats een oppervlakte van
2,0 km², geheel bestaande uit land. La Center ligt op ongeveer 131 m boven zeeniveau.

## Plaatsen in de nabije omgeving
De onderstaande figuur toont nabijgelegen plaatsen in een straal van 16 km rond La Center.